# Earl Ross
Earl Ross (* 4. September 1941 im Fortune, Prince Edward Island, Kanada; † 18. September 2014) war ein kanadischer Automobilrennfahrer, der von 1973 bis 1976 in der NASCAR aktiv war. Bis 2007 war er der einzige nicht US-amerikanische Fahrer, der ein Rennen in der höchsten Division der NASCAR, dem heutigen Sprint Cup und damaligen Winston Cup, gewann. Im Jahre 2007 gelang es Juan Pablo Montoya, einem Kolumbianer, als zweiter nicht US-amerikanische Fahrer in der höchsten Division der NASCAR zu gewinnen.

## Karriere
Ross begann seine NASCAR-Karriere im Daytona 500 des Jahres 1973. Er startete als 30., musste jedoch schon früh nach 34 Runden mit Motorenproblemen aufgeben. In der Saison 1973 machte er noch zwei weitere Starts auf dem Alabama International Motor Speedway, der seit 1990 als Talladega Superspeedway bekannt ist, und dem Michigan International Speedway. Es konnte jedoch keines dieser Rennen beenden und kam über den 14. Platz nicht hinaus. Er belegte Rang 68 in der Fahrergesamtwertung.
In der Saison 1974 fuhr Ross 21 der insgesamt 30 Rennen und war somit ein ernstzunehmender Anwärter auf den NASCAR Rookie of the Year Award. Am 29. September 1974 gewann er, nachdem er von Platz elf aus ins Rennen gegangen war, das Old Dominion 500 auf dem Martinsville Speedway. Er war der erste nicht US-amerikanische Fahrer, der in der höchsten Division der NASCAR ein Rennen gewann und blieb es bis zum 24. Juni 2007, an dem der Kolumbianer Juan Pablo Montoya das Toyota/Save Mart 350 auf dem Infineon Raceway gewann. Insgesamt reichte es für Ross in der Saison 1974 zu zehn Top-10-Platzierungen und fünf Top-5-Platzierungen. Er beendete die Saison auf Platz acht in der Fahrergesamtwertung und war somit zugleich bester Rookie der Saison, so dass er den NASCAR Rookie of the Year Award gewann.
In den Jahren 1975 und 1976 fuhr Ross nur noch jeweils ein Rennen. Er beendete 1976 seine NASCAR-Karriere, die insgesamt 26 Rennen lang war.
Nach seiner NASCAR-Karriere war Ross des Öfteren in kanadischen Rennserien anzutreffen, unter anderem auch in der CASCAR Super Series. Zudem war er nahezu jede Woche in den auf dem Delaware Speedway stattfindenden Freitagnacht-Rennen vertreten. Ende der 1990er Jahre beendete er endgültig seine Karriere.
Im Jahre 2000 wurde Ross in die Canadian Motorsport Hall of Fame aufgenommen.